# Coltejer
La Compañía Colombiana de Tejidos, conocida como Coltejer, es una empresa de textiles colombiana fundada en 1907 por el industrial Alejandro Echavarría en la ciudad de Medellín.

## Historia

### Fundación e inicios
Coltejer fue fundada el 22 de octubre de 1907 por el industrial Alejandro Echavarría y algunos miembros de su familia con un capital de mil pesos colombianos. Inicialmente contaba con diez telares y doce trabajadores, ampliando su capacidad a 100 máquinas y cerca de 150 obreros para el año 1910. A comienzos de la década de 1930 fueron importados 200 telares automáticos desde el Reino Unido y la compañía produjo la primera tela estampada para el territorio colombiano.  década de 1940 la empresa ya contaba con más de 1300 trabajadores y había iniciado un proceso de modernización en la producción.

### Expansión
En la década de 1960 Coltejer se convirtió en la primera empresa textil en implementar los telares sin lanzadera en Suramérica. En 1968 inició la construcción del Centro Coltejer,  el edificio de mayor altura en el país hasta ese momento, y estrenó su primera Bienal de Arte, un evento artístico que albergó expositores nacionales e internacionales con nuevas versiones en 1970 y 1972. En 1969 la empresa amplió su capacidad de producción al instalar una planta de 3 700 metros cuadrados para hilatura. Luego de superar la crisis mundial de los textiles, a finales de la década de 1970 Coltejer adquirió gran parte de las acciones de las empresas Procecolsa, Ciprés de Colombia, Forestales Doña María y Productora de Celulosa Colombiana. En 1978 el empresario Carlos Ardila Lülle asumió su control accionario.
Para el año de 1987 Coltejer contaba con más de cinco mil telares automáticos y continuó su expansión durante la década de 1990, en la que procesaba anualmente 50 000 toneladas de fibra (entre poliéster, algodón, nailon y lino) y producía cerca de 170 millones de metros cuadrados de tela. A finales de los años 2000 se unió a la compañía textil mexicana Grupo Kaltex y algunos años después fundó la institución educativa Coltejerschool.

## Decline de la empresa y cierre de operaciones
Según publicaciones del periódico El Tiempo el decline de la empresa provino a comienzos de 2001, cuando se liberaron las importaciones, la revaluación del peso colombiano y el contrabando, Coltejer se acogió a la ley 550/99 para renegociar las acreencias. Aunque para 2008 ya tenía una nueva planta de producción, la empresa suscribió un Acuerdo de Salvamento, con el cual el Grupo Kaltex de México, quienes adquirieron la mayoría de las acciones.
En septiembre del 2021, cuando empezaba la recuperación económica mundial después de la pandemia del covid-19, anunció un cese de operaciones, ya que, durante el primer semestre de ese año, tuvo pérdidas por $40.097 millones. Ese resultado fue la continuación de su ejercicio durante el 2020, cuando registró una caída de $ 94.631 millones. En mayo de 2022, informó a la Superintendencia Financiera que radicó ante el Ministerio del Trabajo y Seguridad Social una solicitud de despido colectivo.
Según la página oficial de Internet de Coltejer, no se encuentra en liquidación. Se encuentra en un proceso reestructuración, con asamblea de accionistas convocada para el año 2025.